# Janko Binenbaum
Janko Binenbaum (* 28. Dezember 1880 in Edirne; † 4. Februar 1956 in Chevreuse) war ein Komponist.
Binenbaum studierte in München bei Joseph Rheinberger und wirkte als Opernkapellmeister in Regensburg, Hamburg und Berlin.
Er komponierte eine Oper, ein Ballett, drei Sinfonien, zwei Ouvertüren, zwei Violinkonzerte, kammermusikalische Werke, Chöre und Lieder.
| Personendaten    | Personendaten     |
| ---------------- | ----------------- |
| NAME             | Binenbaum, Janko  |
| KURZBESCHREIBUNG | Komponist         |
| GEBURTSDATUM     | 28. Dezember 1880 |
| GEBURTSORT       | Adrianopel        |
| STERBEDATUM      | 4. Februar 1956   |
| STERBEORT        | Chevreuse         |